# Wali Sanga
Los Wali Sanga o Wali Songo (Nueve Santos) son personajes históricos venerados por los musulmanes de Indonesia, y especialmente por los de la isla de Java, por su papel en la extensión del islam en Java. Se les suele atribuir en calidad honorífica el título de sunan, diminituvo de susuhunan, el título de los gobernantes de algunos Estados javaneses, como el Sultanato de Mataram. Así mismo, debido a su habitual pertenencia a casas reales, en vida fueron llamados raden. Son venerados en lugares de peregrinación llamados ziyarat.
La composición de los nueve santos difiere según las fuentes. Suelen aceptarse los siguientes:
- Sunan Maulana Malik Ibrahim († 1419).
- Sunan Ampel (1481 - † 1489).
- Sunan Giri (n. 1442).
- Sunan Bonang (1465 - 1525).
- Sunan Drajat (n. 1470).
- Sunan Kudus († 1550).
- Sunan Kalijaga († 1460).
- Sunan Muria (¿?).
- Sunan Gunungjati (1448 - 1580).